# Lübz
Lübz (pronunciación en alemán: /lʏpt͡s/ⓘ) es una localidad del distrito de Ludwigslust-Parchim en el estado federado de Mecklemburgo-Pomerania Occidental. Está ubicada en la ribera norte del río Elde, un afluente del Elba.

## Historia

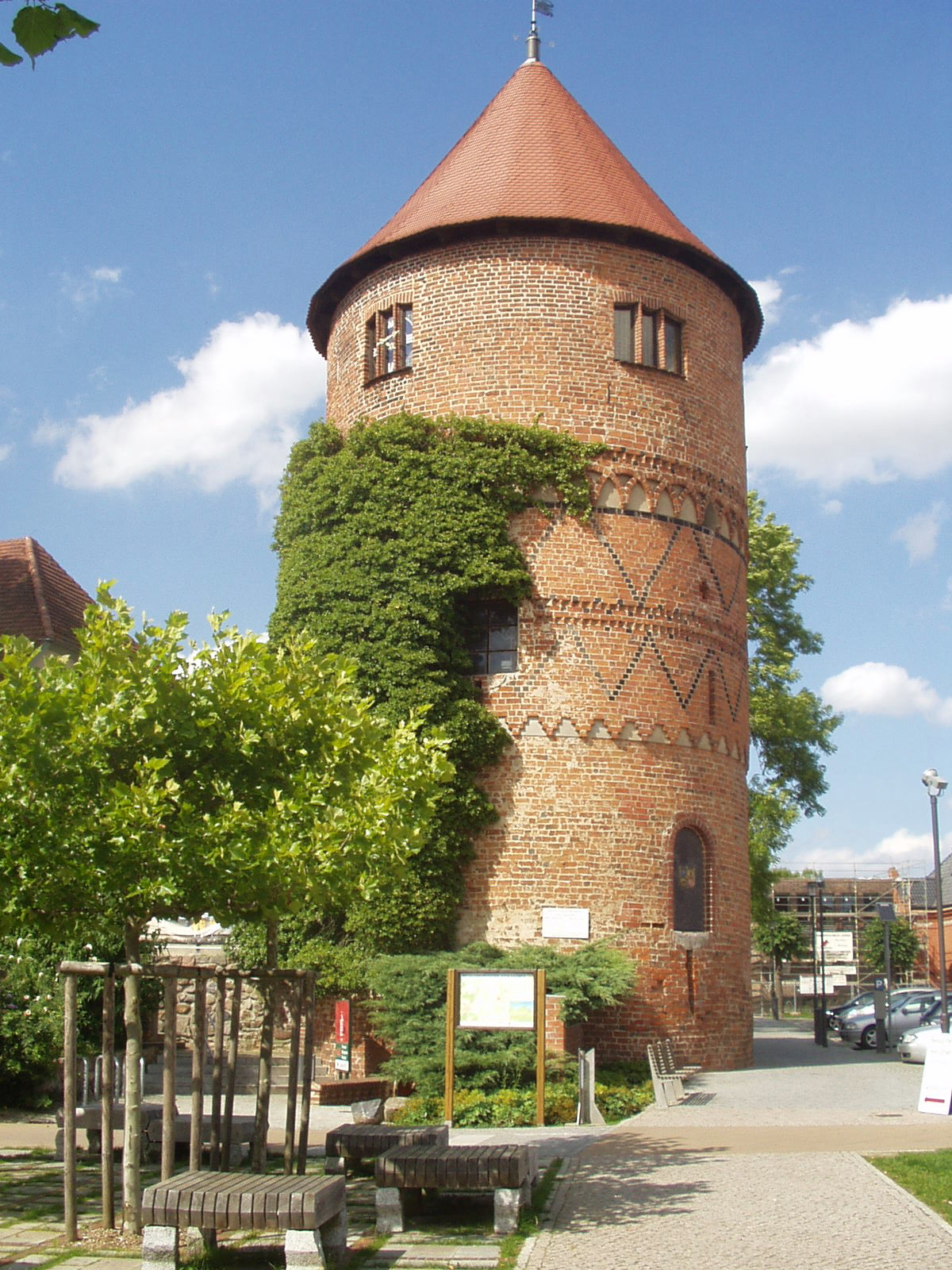
La Amtsturm, uno de los hitos del pueblo.

La primera mención de Lübz data de 1308. El nombre de esta localidad podría originarse en una declinación del nombre eslavo Lubec. Esta población se ha mencionado Otros topónimos referentes a esta misma población son: Loubze, Lubize, Lubcze, Lubetz, Lubitze y  Luptze.
A lo largo de la Guerra de los Treinta Años, las Guerras del Norte, la Guerra Escanesa y la Gran Guerra del Norte, Lübz fue saqueada e incendiada en varias ocasiones.  Sobre los cimientos del castillo, en 1759 concluyó la construcción de las oficinas de la administración local (Amtsgebäude) y el primer puente sobre el Elde. La torre central del castillo fue construida en 1698; por su cercanía a las instalaciones del gobierno regional, se le conoce desde 1759 como Amtsturm.
La modernización del pueblo comenzó en el siglo XIX, con la instalación de una oficina de correos en 1842 y la constitución del  sector industrial de la comunidad: una cervecería (fundada en 1877), una lechería (fundada en 1889), una planta azucarera (fundada en 1893) y una central eléctrica en 1904. Desde la clausura de la lechería en 1990 y la azucarera en 1992, solo continúa en funcionamiento la cervecería con el nombre de Mecklenburgische Brauerei Lübz GmBH.